# Hyadesimyia clausa
Hyadesimyia clausa là một loài ruồi trong họ Tachinidae.